# El Bajío 2.ª Sección
El Bajío 2.ª Sección es un ejido del municipio de Cárdenas ubicado en la subregión de la Chontalpa del estado mexicano de Tabasco.

## Geografía
La localidad se ubica a 4.4 kilómetros (en dirección noreste) de la localidad de Cárdenas, la cabecera y lugar más poblado del municipio. Se sitúa en las coordenadas geográficas 17°57′59″N 93°21′24″O / 17.966389, -93.356667, a una elevación de 20 metros sobre el nivel del mar.

## Demografía
Según el Conteo de Población y Vivienda 2020, efectuado por el Instituto Nacional de Estadística y Geografía, la localidad de El Bajío 2.ª Sección tiene 2,248 habitantes, de los cuales 1,128 son del sexo masculino y 1,120 del sexo femenino. Su tasa de fecundidad es de 2.1 hijos por mujer y tiene 592 viviendas particulares habitadas.
| Gráfica de evolución demográfica de El Bajío 2.ª Sección entre 1970 y 2020 |
|                                                                            |
| INEGI.                                                                     |